# BlackBerry OS
BlackBerry OS je již nepodporovaný proprietární mobilní operační systém, původně vyvinutý firmou Research In Motion (RIM) pro užití v jejich smartphonech BlackBerry. Systém podporoval multitasking a vícero specializovaných vstupních zařízení, přizpůsobené firmou RIM pro použití s jejich handheldy. Jmenovitě trackwheel, trackball a později trackpad i touchscreen.
Platforma BlackBerry byla pravděpodobně nejvíce proslulá díky svojí implicitní podpoře firemní korespondence. Dříve díky aplikačnímu rozhraní MIDP 1.0, ale později spíše díky novější verzi 2.0, která podporovala kompletní bezdrátovou aktivaci a synchronizaci e-mailů, úkolů, kalendáře, poznámek a kontaktů skrze Microsoft Exchange, IBM Lotus Domino nebo Novell GroupWise, za podmínky že se používali společně se serverem BlackBerry Enterprise Server. Systém samozřejmě podporoval WAP 1.2.
Operační systém podporoval automatické aktualizace, které byly přístupné díky službě BlackBerry OTASL (over the air software loading), kterou ovšem musel podporovat místní operátor.
Vývojáři třetích stran mohly při programování své vlastní aplikace pro BlackBerry OS využít proprietární BlackBerry API. Aplikace, která chtěla mít potvrzenou funkčnost, obsahovala digitální podpis.

## Historie
V dubnu 2010 RIM oznámil novou verzi svého operačního systému, označenou jako BlackBerry OS 6.0, jenž následně vyšel v srpnu 2010 s novým smartphonem BlackBerry Torch 9800.
30. září 2013 byl představen nový systém blackberry os 10 který běžel na telefonech Q10, Q5, Z10, Z30, Z3, Leap, Passport, Clasic a na modelech Porsche design.
Dne 26. října 2015 společnost BlackBerry Limited oznámila, že neplánuje vydávat nová API a sady pro vývoj softwaru (SDK) ani přijímat Qt verze 5. Další aktualizace, jako například u verze 10.3.3 měla být zaměřená pro vylepšení zabezpečení a soukromí.
Blackberry začalo ukončovat podporu svého OS v roce 2019. 
Společnost BlackBerry Limited oznámila, že všeobecná podpora pro operační systémy BlackBerry 7.1 OS a starší verze, software BlackBerry 10 a BlackBerry PlayBook, bude s účinností od 4. ledna 2022 ukončena. Týkalo se to veškeré běžné funkcionality vč. Wifi, mobilního internetu, sms a všech zbylých aplikací.

## BlackBerry Tablet OS
27. září 2010, firma RIM oznámila nový operační systém postavený na platformě QNX, nazvaný BlackBerry Tablet OS. Tento operační systém fungoval na ohlášeném tabletu BlackBerry PlayBook.
Systém postavený na QNX nahradil také mobilní BlackBerry OS od verze 10.